# Isaac Lemming
Isaac Lemming, geboren onder de Hebreeuws-Jiddische naam Yitzchak Itzik Halevi ben Shlomo Zalman van Lemgau (onbekend - Groningen, april 1801), was een rabbijn en de tweede opperrabbijn van het ressort Groningen.
Alvorens hij in juni 1800 werd benoemd tot opperrabbijn van Groningen was Lemming als rabbijn werkzaam in Amsterdam. In 1801 publiceerde hij een commentaar op de Tosefta in Hebreeuws cursiefschrift, dat is opgenomen in de collectie van de Bibliotheca Rosenthaliana. Hij zou 25 jaar aan deze publicatie gewerkt hebben.   
Lemming behoorde tot de Asjkenazische Joden. Hij overleed in april 1801.
- Biografisch Portaal: 10109703
- Digitale Bibliotheek voor de Nederlandse Letteren: lemg001